# Charles Boyle, 2:e earl av Burlington

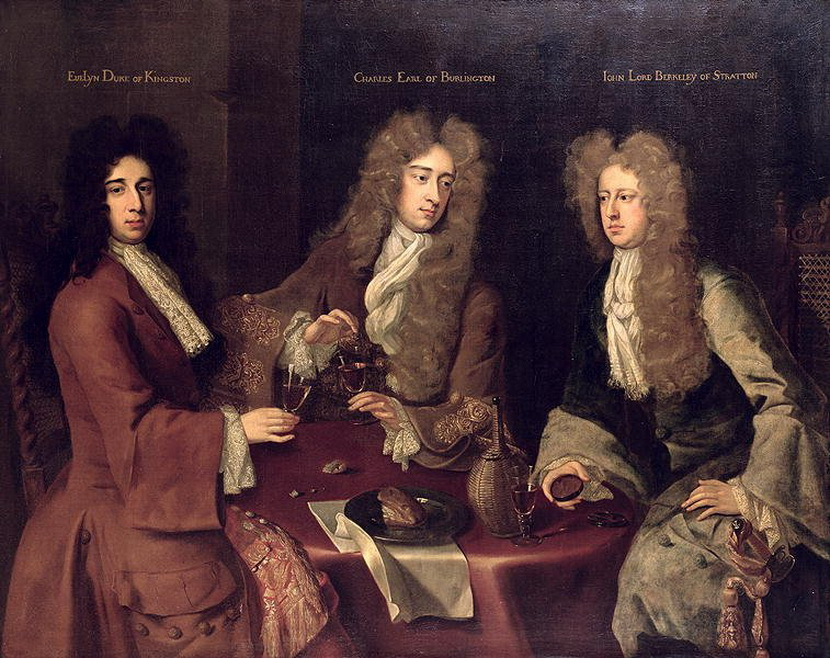
Earlen av Burlington (i mitten) med Evelyn Pierrepont, 1:e hertig av Kingston-upon-Hull (till vänster) och John Berkeley, 3:e baron Berkeley av Stratton (till höger).

Charles Boyle, 2:e earl av Burlington, 3:e earl av Cork, PC, död den 9 februari 1704, var en brittisk peer, hovman och politiker.
Han var äldste son till Charles Boyle, 3:e viscount Dungarvan och dennes första hustru, Jane. År 1690 blev han parlamentsledamot för Appleby. År 1694 lämnade han sitt mandat i underhuset i samband med att han ärvde faderns titlar som viscount Dungarvan, baron Clifford och baron Clifford av Lanesborough. År 1698 efterträdde han farfadern som earl av Burlington och earl av Cork. När han dog gick titlarna vidare till hans äldste son, Richard, den berömde arkitekten.